# Obetz (Ohio)
Obetz es una villa ubicada en el condado de Franklin en el estado estadounidense de Ohio. En el Censo de 2010 tenía una población de 4532 habitantes y una densidad poblacional de 295,18 personas por km².

## Geografía
Obetz se encuentra ubicada en las coordenadas 39°51′53″N 82°56′40″O / 39.86472, -82.94444. Según la Oficina del Censo de los Estados Unidos, Obetz tiene una superficie total de 15.35 km², de la cual 14.98 km² corresponden a tierra firme y (2.43%) 0.37 km² es agua.

## Demografía
Según el censo de 2010, había 4532 personas residiendo en Obetz. La densidad de población era de 295,18 hab./km². De los 4532 habitantes, Obetz estaba compuesto por el 85.79% blancos, el 7.68% eran afroamericanos, el 0.46% eran amerindios, el 2.07% eran asiáticos, el 0% eran isleños del Pacífico, el 1.63% eran de otras razas y el 2.36% pertenecían a dos o más razas. Del total de la población el 2.76% eran hispanos o latinos de cualquier raza.